# Torre Picasso

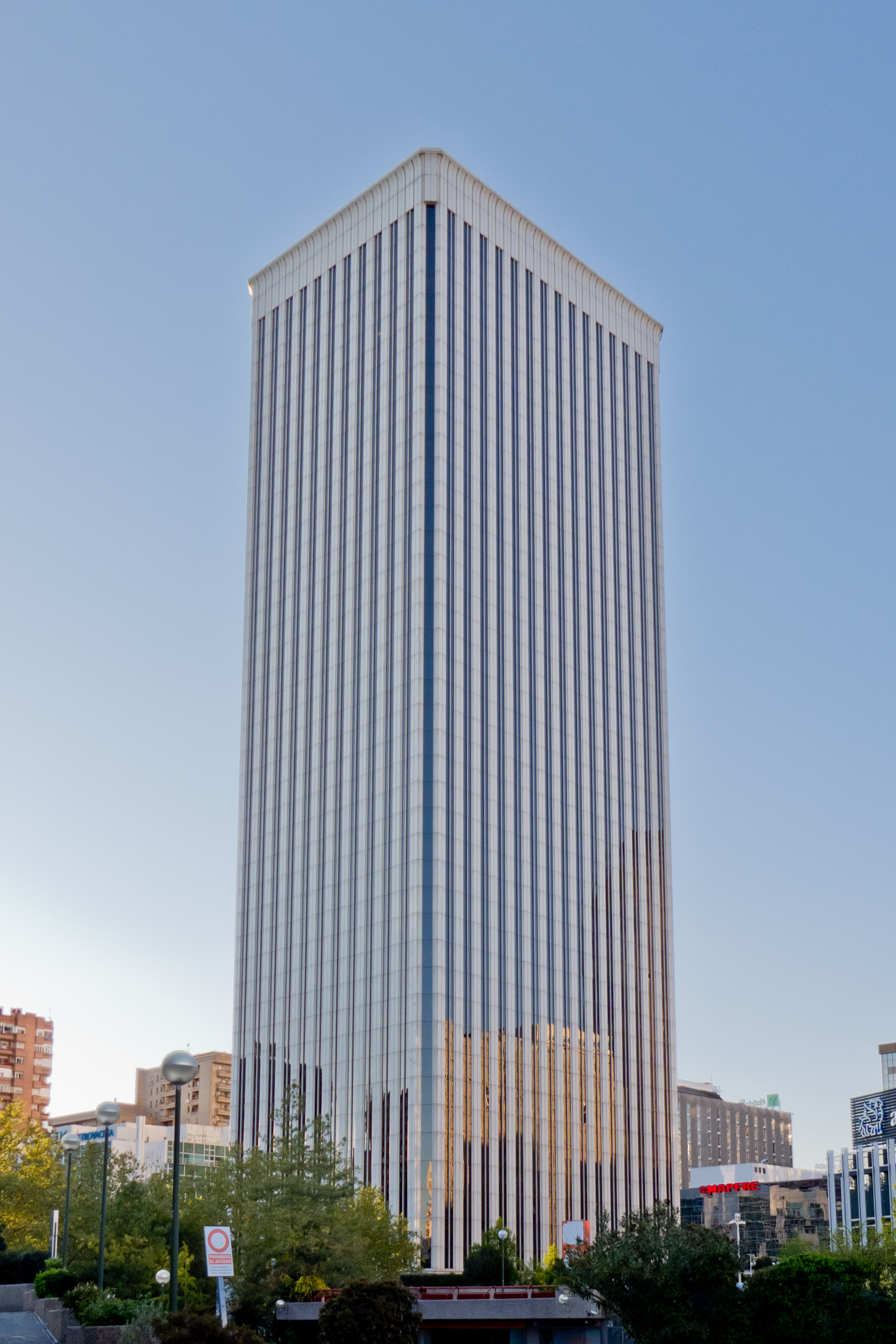
Torre Picasso

Der Torre Picasso (span., dt. Picasso-Turm) ist ein Wolkenkratzer in Madrid, der an der Plaza de Pablo Ruiz Picasso im Wolkenkratzer- und Bankenviertel AZCA steht. Der Architekt des Torre Picasso war der Amerikaner Minoru Yamasaki, dessen bekanntestes Bauwerk das 2001 zerstörte World Trade Center in New York City war. Der Torre Picasso ist 157 m hoch und hat eine Bürofläche von 71.700 m². Der Bau wurde 1982 begonnen und das Gebäude im Dezember 1988 eingeweiht.